# Castets
Castets ist eine französische Gemeinde mit 2.510 Einwohnern (Stand 1. Januar 2022) im Département Landes in der Region Nouvelle-Aquitaine; sie gehört zum Arrondissement Dax und zum Kanton Côte d’Argent.

## Geographie
Die Gemeinde liegt rund 115 Kilometer südwestlich von Bordeaux und 56 Kilometer nordöstlich von Biarritz im Waldgebiet Forêt des Landes. Nachbargemeinden sind:
- Lesperon im Nordosten,
- Taller im Osten,
- Gourbera im Südosten,
- Herm im Süden,
- Magesc und Léon im Südwesten,
- Saint-Michel-Escalus im Westen und
- Linxe im Nordwesten.

Das Gemeindegebiet wird vom Bach Ruisseau de la Palue und seinen Nebenbächen zur Atlantikküste (Golf von Biskaya) entwässert, die nur etwa 20 Kilometer entfernt ist.
Castets liegt an der Autoroute A63, die von Bordeaux über Biarritz an die Grenze nach Spanien führt. Der Ort wird von der Autobahn im Osten umgangen.

## Bevölkerungsentwicklung
| Jahr      | 1968 | 1975 | 1982 | 1990 | 1999 | 2006 | 2017 |
| Einwohner | 1494 | 1517 | 1453 | 1719 | 1808 | 1885 | 2388 |

## Sehenswürdigkeiten

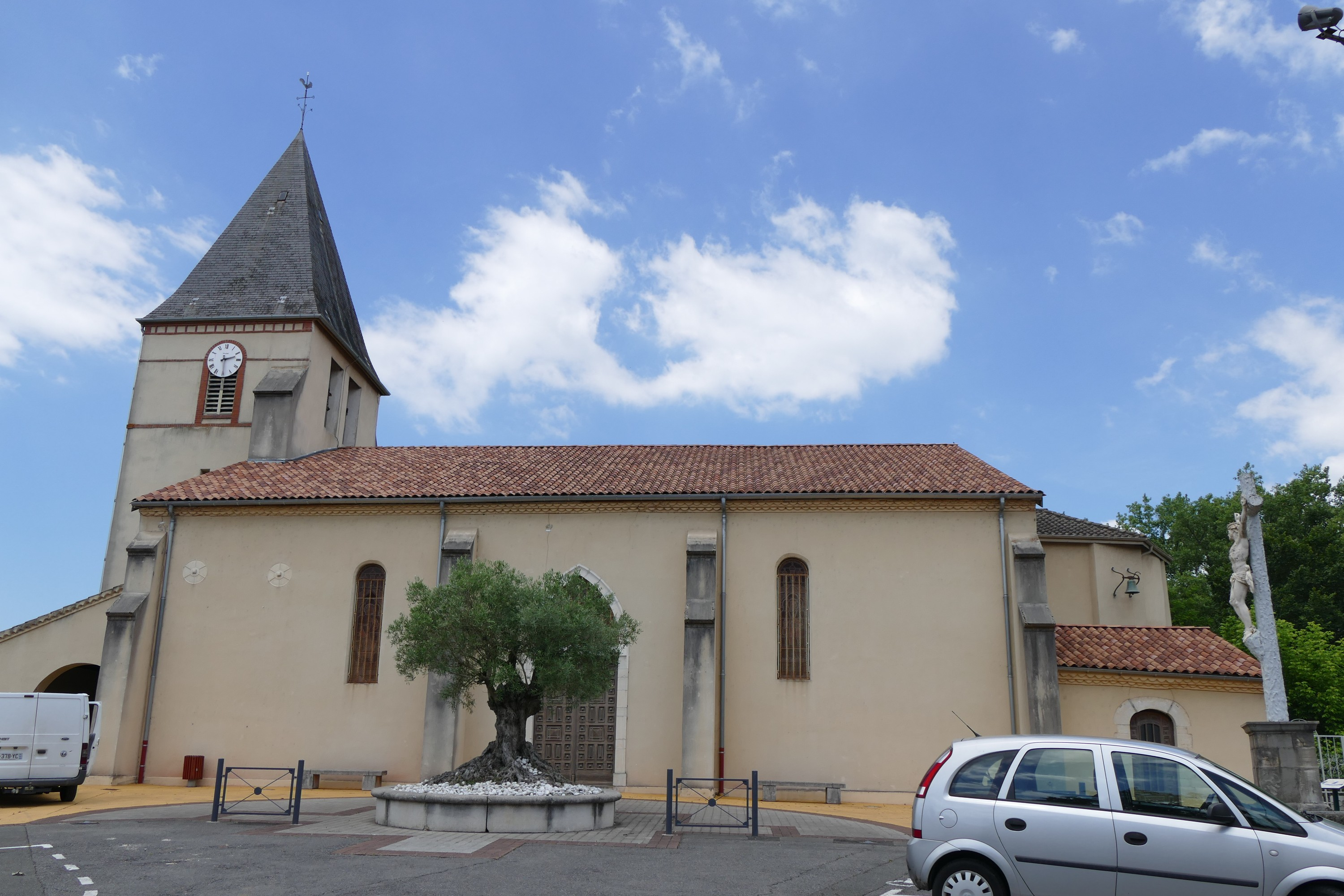
Kirche Saint-Barthélemy

- Kirche Saint-Barthélemy, erbaut im 12. Jahrhundert